# لوئیسانو لوپیلاتو
لوئیسانو لوپیلاتو (به انگلیسی: Luisana Lopilato) (زاده ۱۸ مهٔ ۱۹۸۷) بازیگر و مدل آرژانتینی است.
از فیلم هایی که او در آن بازی کرده می توان به شهود و ال کاپو اشاره کرد.